# Palazzo Bonaparte (Ascoli Piceno)
Il palazzo Bonaparte è un edificio di Ascoli Piceno che si distingue per l'unicità dei decori e dei bassorilievi scolpiti sulla sua facciata, che ne arricchiscono l'elegante bellezza.
Essi risultano essere completamente diversi da tutti quelli proposti nei palazzi gentilizi coevi presenti nella città e ben rappresentano uno dei migliori esempi d'architettura rinascimentale ascolana.

## Storia
Prende il nome dall'antica e titolata famiglia Bonaparte, fra le più nobili, che ne fu proprietaria.
Di questo casato si trovano innumerevoli notizie nella storia cittadina tra il XIII e il XIV secolo e si attribuisce, in verità senza certezza alcuna, una parentela con il ben più famoso, eventuale, discendente Napoleone. Si ritiene che la famiglia Bonaparte, dopo il 1300, si sia trasferita in Toscana.
Questa casa, nel 1507, divenne proprietà del Canonico Francesco Calvi. Nel fregio del portone si legge: FRANCISCUS CALVUS CANONICUS ASCULANUS. MD7 ET DIE IANUARII, "Francesco Calvi canonico ascolano 5 gennaio 1507". A vendere il Palazzetto Bonaparte al canonico Francesco Calvi, fu la nobile famiglia ascolana dei Serianni, che ne deteneva la proprietà da oltre un secolo.
Il Calvi, per sua iniziativa, commissionò l'abbellimento del palazzo con decorazioni scultoree, rendendolo così unico ed inconfondibile e mostrando, fino ad oggi, ciò che le arti dei primi anni del XVI secolo espressero. Questi temi non trovarono imitazione e fortuna in città.
I disegni e la realizzazione di questi fregi sono stati attribuiti dal Venturi ai discepoli della scuola di Francesco di Giorgio Martini, mentre Giuseppe Fabiani li identifica come opere di Bernardino di Pietro da Carona, rilevando la similarità tra il portale ascolano ed il portale della chiesa di San Michele di Fano realizzato dal Maestro.
Per abilità di scalpello ed originalità possono essere paragonati anche a quelli del Palazzo Ducale di Urbino o del portico della Cattedrale di Spoleto.

## Architettura
La costruzione dell'edificio è impostata su due ordini di conci squadrati di compatto travertino e le mura esterne sono riccamente intessute da pietre intagliate che adornano sia le porte d'ingresso che tutte le finestre.
Questi architravi presentano l'alternanza di grifi, sirene, cavalli marini e delfini a code intrecciate che con infinita grazia si trasformano in sobri ed eleganti steli, fiori e foglie seguendo morbide linee.
Le tre finestre del primo piano sono state restaurate, utilizzando anche frammenti originali, su impulso del Monsignor Benedetto Santarelli, seguendo l'antico disegno e riproponendo le croci guelfe all'interno delle luci.
Le altre tre, del secondo piano, non riquadrate, sono abbellite da pilastri ed architravi ricchi di fregi.
Il portale maggiore ha la lunetta sovrapposta sorretta da due angeli. Lungo i pilastri, in bassorilievo, si mostrano con forza e potenza corazze, balestre, elmi, spade, tamburi, turcassi e altri simboli militari.
IESUS AGOIS O THEOS IN SOLO FILIO PATRIS CONFERENTIS PRO GENTE INCARNATIONE SPIRITUS SANCTI, "Gesù Santo il Dio: nel solo Figlio mandato dal Padre per gli uomini, incarnatosi per opera dello Spirito Santo".
L'iscrizione compare all'interno di un poligono iscritto in una circonferenza. 
Questi simboli e questa frase sono attribuiti da Giuseppe Fabiani a Bernardino di Pietro da Carona, mentre, dal Venturi ai seguaci di Francesco di Giorgio Martini.
Sul fregio della porta di sinistra dell'androne la scritta: MANET MENTE REPOSITUM, "resta chiuso nell'animo".
Sul fregio della porta di destra dell'androne si legge: E GURGITE VASTO EVASIT MUS DUCE VIRTUTE, "da una fogna profonda uscì fuori un topo guidato dal coraggio".

## Galleria d'immagini

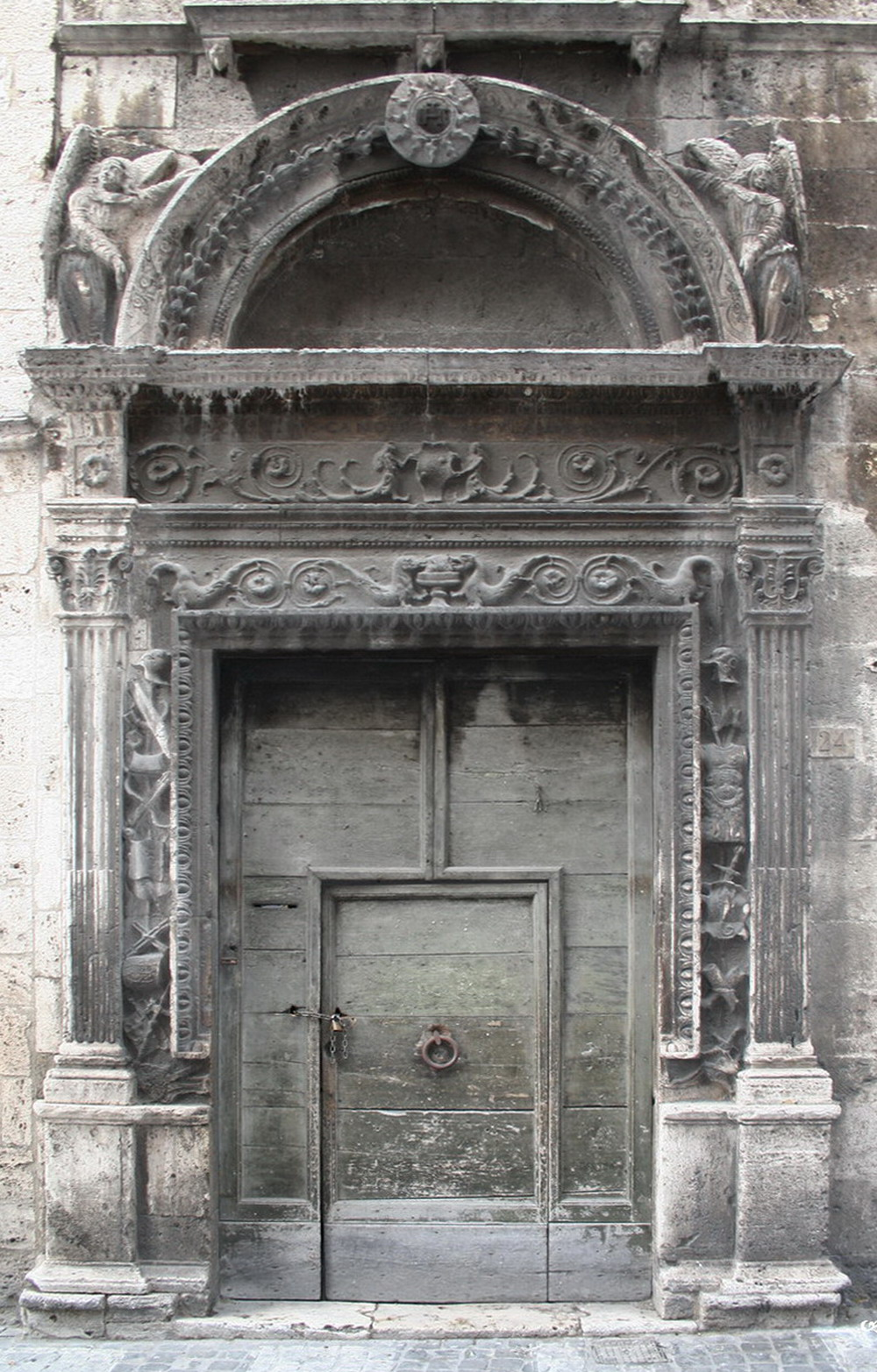
Ingresso principale
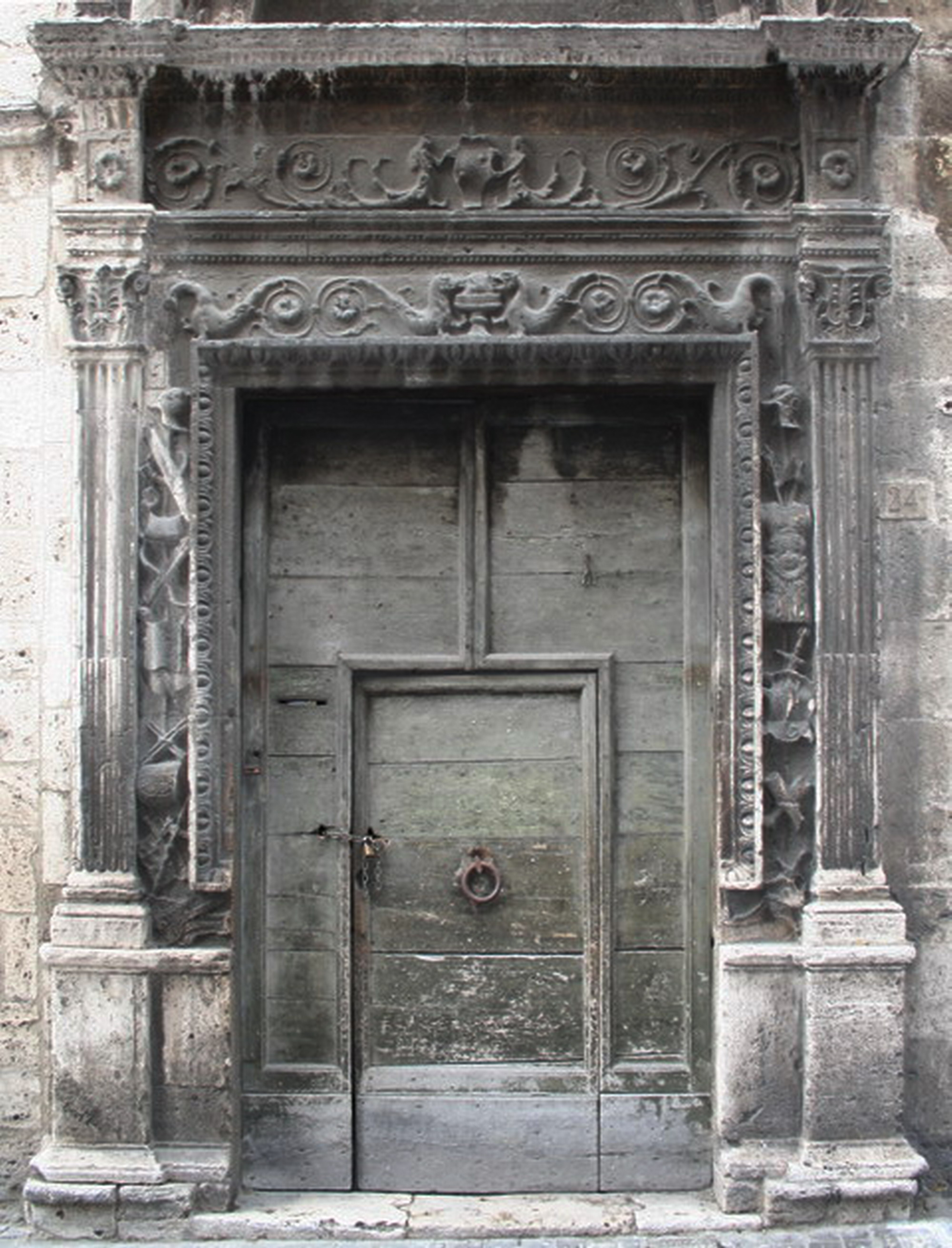
Portale ingresso principale
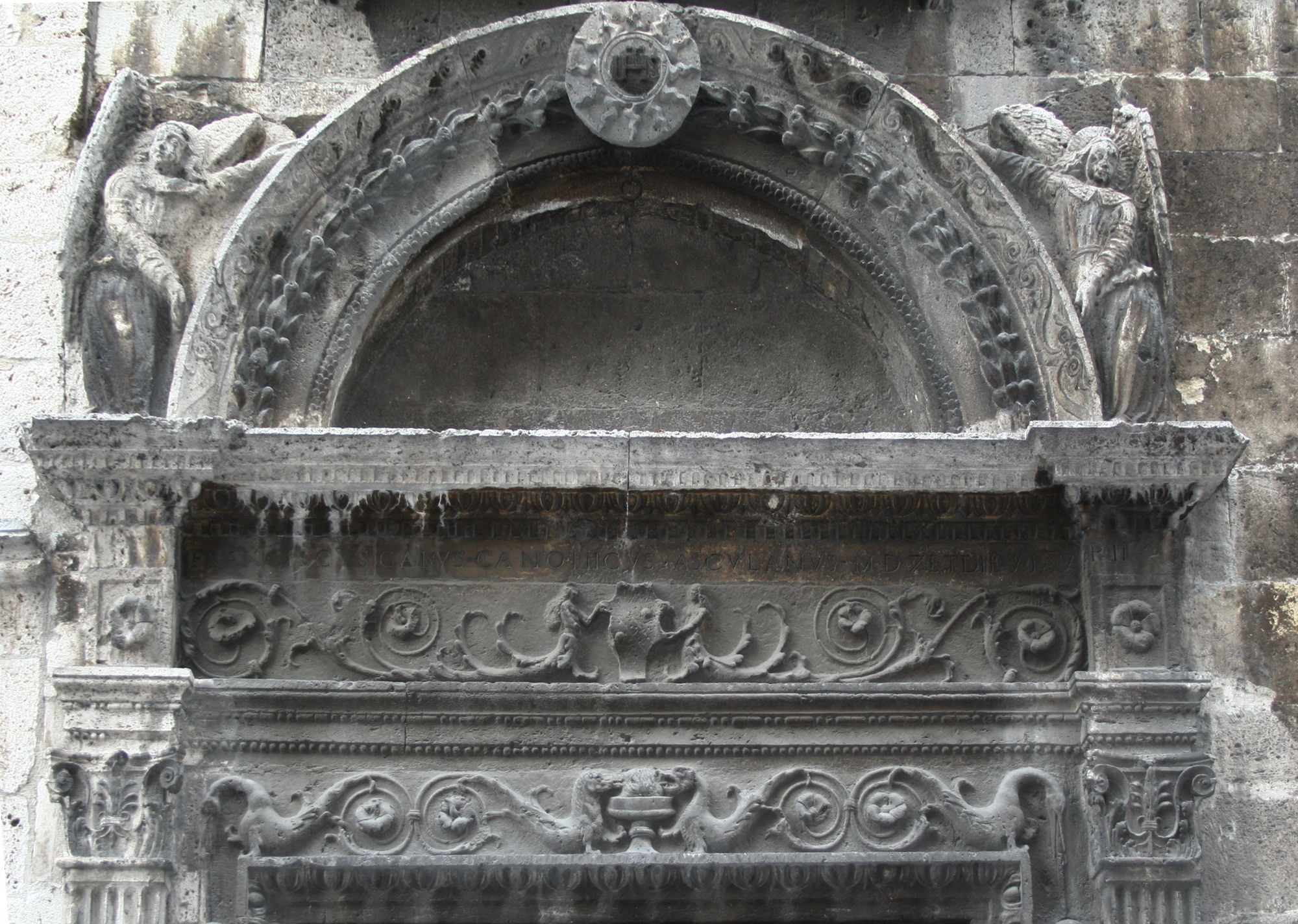
Lunetta del portale principale

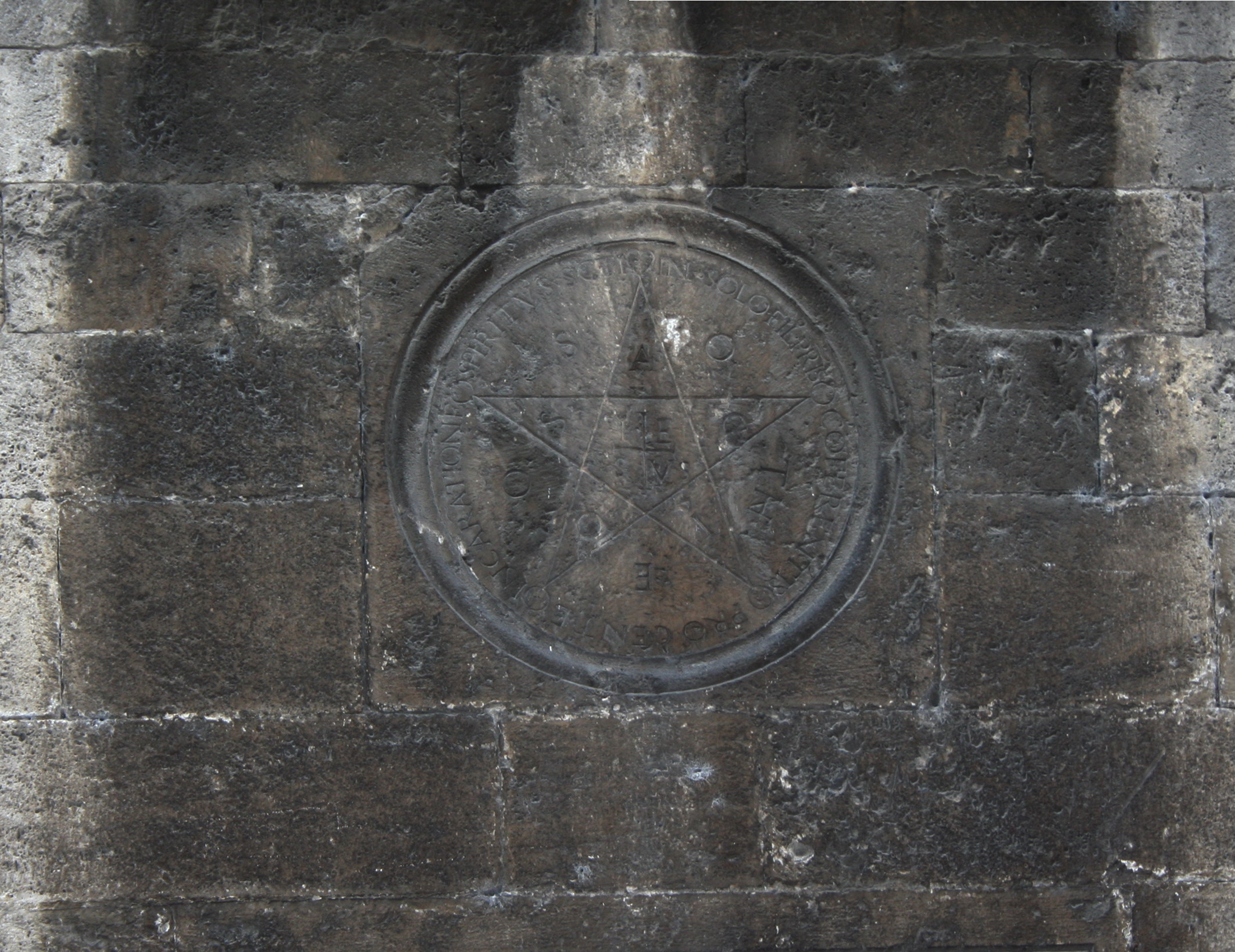
Iscrizione sulla facciata
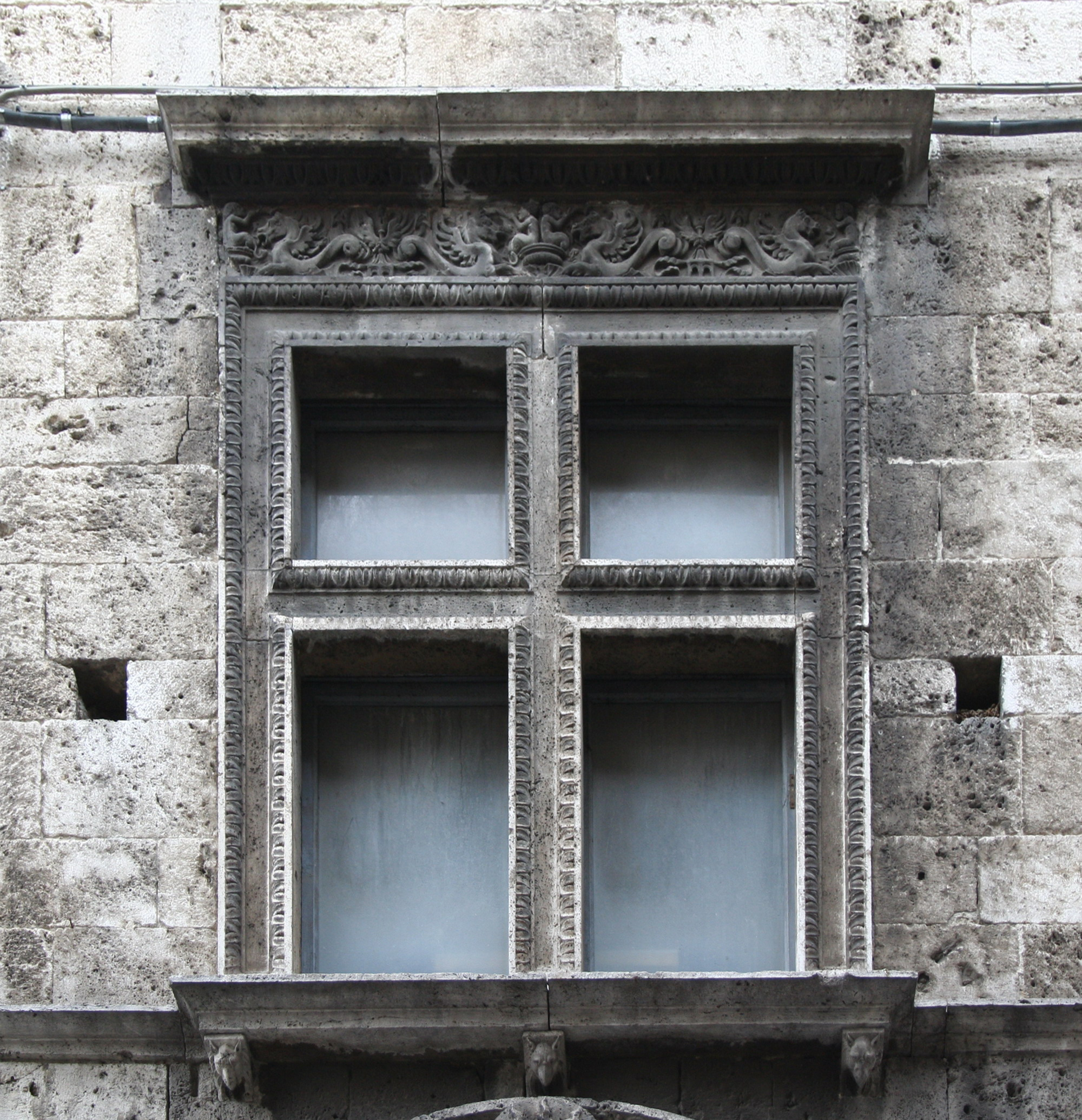
Finestra del primo piano
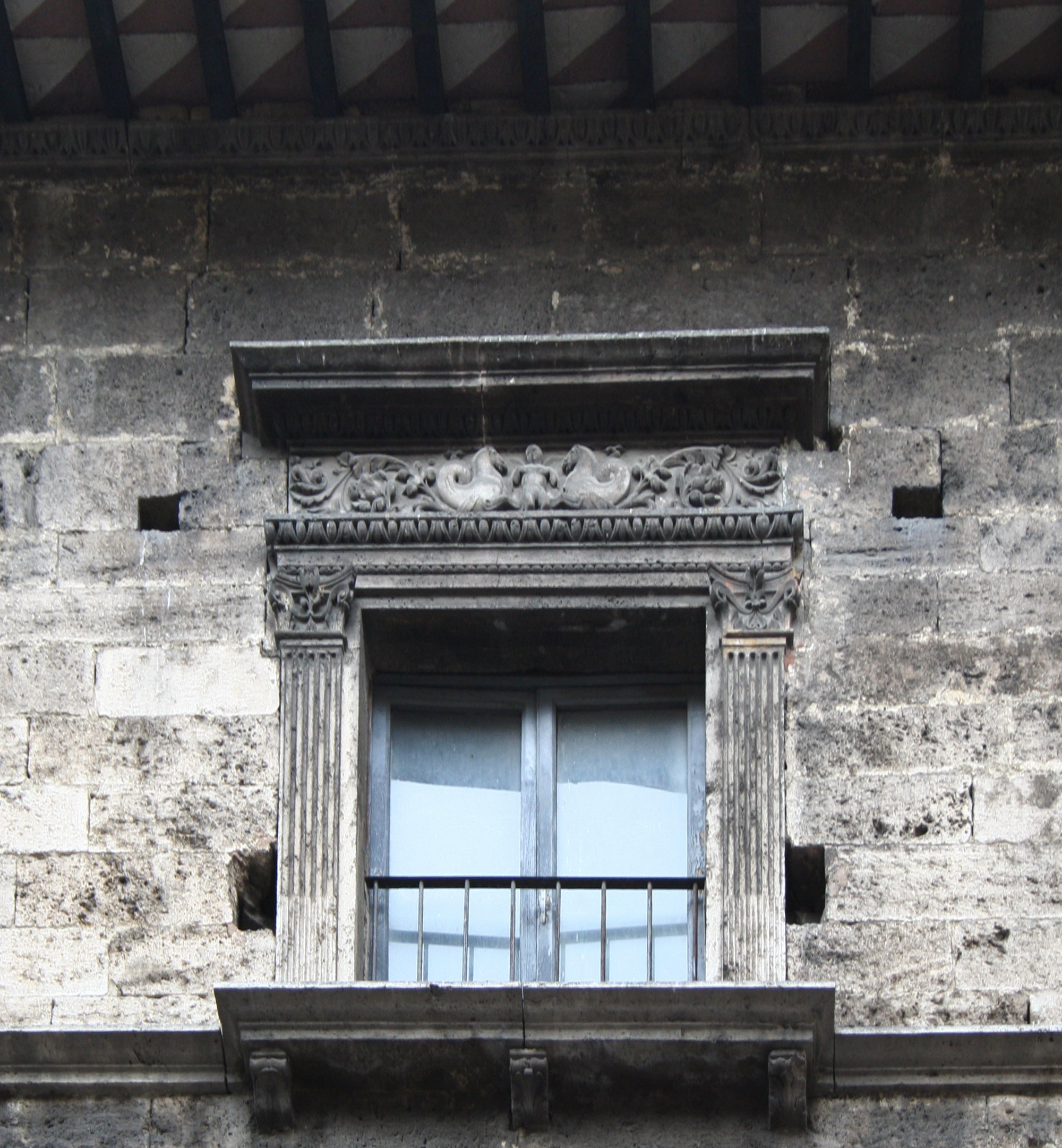
Finestra del secondo piano